# Guinness (pivo)
Guinness (/ ɡɪnɪs /) je pivo, irsko suho temno pivo (stout), ki izvira iz pivovarne  Arthurja Guinnessa (1725−1803) St. James's Gate v glavnem mestu Dublin na Irskem. Guinness, ki ga izdeluje družba Diageo, je ena najuspešnejših blagovnih znamk piva po vsem svetu. Izdelujejo ga v skoraj 50 državah in je na voljo v več kot 120-ih. Leta 2011 so ga prodali 850 milijonov litrov.
Guinness ima poseben okus po ječmenovem sladu in praženem ječmenu. Uporaba praženega ječmena je sorazmerno nova, ki ni bila znana pred sredino 20. stoletja. Vrsto let je bil del starega pivovarstva zmešan s sveže pripravljenim pivom, da je dal oster okus mlečne kisline. Čeprav je okus še vedno značilno izrazit, podjetje ni želelo potrditi, ali še vedno obstaja ta vrsta mešanja. Debela kremasta pena točenega piva je posledica mešanja piva z dušikom in ogljikovim dioksidom, ko se toči, kar je zelo priljubljeno pri Ircih na Irskem in v tujini. Kljub upadanju porabe od leta 2001   je še vedno najbolj prodajana alkoholna pijača na Irskem, saj pivovarna Guinness & Co. izdela skoraj za 2 milijardi evrov pijače vsako leto.
Družba je začela izdelovati pivo leta 1759 v Dublinu , vendar je morala leta 1932 na začetku anglo-irske trgovinske vojne svojo glavno enoto premakniti v London. Leta 1997 se je Guinness združil z Grand Metropolitanom in je nastala večnacionalna družba alkoholnih pijač Diageo.

## Zgodovina
Arthur Guinness je začel izdelovati svetlo pivo (ale) leta 1759 v pivovarni St. James's Gate v Dublinu. 31. decembra 1759 je za pivovarno podpisal 9000-letni zakup v višini  45 angleških funtov. Deset let pozneje, 19. maja 1769, je Guinness prvič izvozil svoj ale: v Veliko Britanijo je poslal šest in pol sodov.
Nekateri trdijo, da je Valižan Arthur Price vzel izvirni recept s seboj na Irsko, kjer je najel služabnika Richarda Guinnessa, katerega sin je pozneje odprl pivovarno.
Beseda stout je sprva označevala moč piva, sčasoma pa gostoto in barvo. 
Arthur Guinness je leta 1778 začel prodajati temno pivo porter . Prvo Guinnessovo pivo,  »single stout« (enojni stout) in »double stout« (dvojni stout), je iz 1840-ih.  V glavnem je v svoji zgodovini Guinness izdeloval le tri različice ene same vrste piva: porter ali enojni stout, dvojni ali ekstra in tuji stout za izvoz . Porter je bil prav tako imenovan 'navaden', kot je omenjeno v slavnem refrenu pesmi Flanna O'Briena The Workman's Friend: »A pint of plain is your only man« .
Že eni od najboljših treh britanskih in irskih pivovarn se je prodaja povečala s 350.000 sodčkov leta 1868 na 779.000 sodčkov leta 1876. Oktobra 1886 je Guinness postal javno podjetje in v povprečju pridobil 1138 tisoč sodčkov letno kljub zavrnitvi pivovarne, da oglašuje ali ponudi pivo s popustom. Čeprav Guinness ni imel nobenih javnih pivnic, je bila družba vredna 6 milijonov funtov, delnice so bile dvajsetkrat presežene, cene delnic pa so se prvi dan trgovanja zvišale za 60 odstotkov.
Pivovarne so bile inovativne pri prizadevanjih za nadzor kakovosti. Pivovarna je leta 1899 najela statistika Williama Sealyja Gosseta, ki je sčasoma pod psevdonimom "Študent" postal slaven zaradi razvoja tehnike, razvite za Guinness, zlasti študentova t-porazdelitev in še bolj znan študentski t-test.
Do leta 1900 je pivovarna zaposlovala 5000 ljudi. Do leta 1907 so za programe socialnega varstva dali 40.000 funtov letno, kar je bila ena petina skupne vsote plač. Izboljšave je predlagal in nadzoroval sir John Lumsden. Do leta 1914 je Guinness proizvedel 2.652.000 sodčkov piva letno, kar je več kot dvakrat več od najbližjega tekmeca Bassa in je dobavil več kot 10 odstotkov vsega trga piva v Združenem kraljestvu. V tridesetih letih je Guinness postal sedmo največje podjetje na svetu. [nezanesljiv vir?]
Pred letom 1939 je Guinnessov pivovar dobil odpoved, če se je želel poročiti s katoličanko. Po besedah Thomasa Molloya v Irish Independent pivovarna »ni imela pomislekov pri prodaji pijače katolikom, vendar je storila vse, da bi do 1960-ih katolikov ne zaposlovala«.
V Guinnessu so leta 1973 mislili, da so zvarili svoje zadnje porterje. V sedemdesetih letih je bila po upadu prodaje sprejeta odločitev, naj Guinnessov extra stout postane bolj »piten«. Teža se je kasneje zmanjšala, blagovna znamka pa je bila obnovljena leta 1981. Prvič sta se uporabila pale malt (bledi slad) in izomeriziran hmeljni ekstrakt. Leta 2014 sta bila uvedena dva nova poterja: west indies porter in dublin porter. 
Guinness je leta 1986 pridobil Distillers Company. To je pripeljalo do škandala in sojenja o umetni inflaciji cene delnice Guinnessa med ponudbo za prevzem, ki jo je oblikoval predsednik Ernest Saunders. Naknadno plačilo v višini 5,2 milijona evrov za ameriškega odvetnika in direktorja Guinnessa Toma Warda je bilo obravnavano kot zadeva Guinness plc proti Saunders, v kateri je lordska zbornica potrdila, da je bilo plačilo neveljavno.
V osemdesetih letih, ko se je Irina bombaška kampanja razširila v London in preostalo Britanijo, je Guinness ukinil harfo kot logotip.
Družba se je leta 1997 združila z Grand Metropolitanom in oblikovala Diageo. Zaradi polemike ob združitvi je bila družba Diageo ločena pravna oseba in ohranila pravice do izdelka in vseh povezanih blagovnih znamk podjetja Guinness.
Guinnessova pivovarna v Kraljevem parku (Park Royal) v Londonu je bila zaprta leta 2005. Proizvodnja vseh Guinnessovih podjetij, prodanih v Združenem kraljestvu in na Irskem, je bila premeščena v pivovarno St. James's Gate v Dublinu. 
Guinnessa so imenovali tudi "črna stvar". Guinness je imel floto ladij, barž in jaht. Irski časopis Sunday Independent je 17. junija 2007 poročal, da je Diageo želel zapreti zgodovinsko tovarno St. James's Gate v Dublinu in se preseliti na zelene površine na obrobju mesta. Ta novica je povzročila nekaj polemik.
Naslednji dan je Irish Daily Mail objavil nadaljevanje zgodbe na dveh straneh skupaj s slikami in zgodovino obrata od leta 1759. Diageo se je odzval, da je to čista špekulacija, vendar je družba potrdila, da »pregleduje svoje poslovanje«. Ta pregled je bil posledica prizadevanj družbe za zmanjšanje vplivov pivovarne na okolje v obratu St. James's Gate.
23. novembra 2007 se je v dublinskem časopisu Evening Herald pojavil članek, ki navaja, da je dublinski mestni svet v interesu mesta Dublin predložil predlog za preprečitev izdaje gradbenega dovoljenja za razvoj in Diageo je zelo težko prodal lokacijo za stanovanjski razvoj.
9. maja 2008 je Diageo napovedal, da bo pivovarna St. James's Gate ostala odprta in se bo obnovila, vendar bodo pivovarne v Kilkennyju in Dundalku do leta 2013 zaprte, ko bo odprta nova večja pivovarna blizu Dublina.

## Sestava
Močno temno pivo (stout) je izdelano iz vode, ječmena, ekstrakta praženega slada, hmelja in pivskega kvasa. Del ječmena je pražen, da bi pivu dal temno barvo in značilen okus. Je pasteriziran in filtriran. Guinness je kljub svojemu ugledu kot »obrok v kozarcu« vseboval samo 198 kcal (838 kilodžulov) za imperialni pint (1460 kJ/l) , nekaj manj kot posneto mleko, pomarančni sok in večina drugih nelahkih vrst piva.
Do poznih 1950-ih je bilo pivo še vedno polnjeno v lesene sode. V poznih 1950-ih in 1960-ih je Guinness zamenjal lesene sode s kovinskimi.

## Guinness danes
Verjetno je bila njegova največja sprememba leta 1959, ko so začeli uporabljati dušik, ki je spremenil osnovno teksturo in okus piva iz preteklosti, saj so dušikovi mehurčki precej manjši od CO2, kar daje bolj 'kremasto' in 'gladko' čvrstost v primerjavi z ostrejšim in tradicionalnim  okusom CO2. To je bilo sprejeto potem, ko je Michael Ash, matematik, spreobrnjen pivovar, odkril mehanizem, ki je to omogočil.
Dušik je manj topen od ogljikovega dioksida, ki omogoča pivu pod visokim pritiskom, da bi bilo gazirano. Visok tlak raztopljenega plina je potreben, da se omogoči nastanek zelo majhnih mehurčkov, tako da se pivo vleče skozi fine luknje v plošči v pipe, kar povzroči značilno 'valovanje' (pripomoček v pločevinkah in steklenicah, ki doseže enak učinek, je majhna plastična kroglica, ki vsebuje dušik). Tuji extra stout ima več ogljikovega dioksida, ki povzroča bolj kisel okus.
Sodobna guinness draught in extra stout sta šibkejša kot v 19. stoletju, ko sta imela izvirno specifično težo nad 1,070. Tuji exstra stout in poseben izvozni stout s 7,5 % oziroma 9 % stopnje alkohola, sta morda najbližja prvotnemu pivu .
Čeprav se zdi, da je guinness črn, ima uradno zelo temen odtenek rubinove barve.
Najnovejša sprememba vsebnosti alkohola import stouta in extra stouta je bila posledica spremembe v razpošiljanju prek severnoameriškega trga. Pritožbe potrošnikov so vplivale na nedavne spremembe razpošiljanja in steklenice.

## Zdravje
Študije trdijo, da je pivo guinness koristno za srce. Raziskovalci so ugotovili, da so »antioksidativne spojine v pivu podobne tistim v nekaterem sadju in zelenjavi, odgovorne za koristi za zdravje, ker upočasnjujejo odlaganje škodljivega holesterola na stene arterij«. 
Guinness je imel v 20. stoletju oglaševalsko kampanjo, ki je izhajala iz tržnih raziskav, ko so ljudje povedali, da se po pintu piva počutijo dobro, s sloganom »Guinness je dober za vas«. Oglaševanje alkoholnih pijač, ki omenja izboljšano fizično zmogljivost ali izboljšane osebne lastnosti, je zdaj na Irskem prepovedano. 

## Različice
Guinness stout je na voljo v številnih različicah in po moči. Te so:
- guinness draught, prodaja se v sodih, pločevinkah in steklenicah: volumski 4,1 to 4,3 % alkohola; extra cold se postreže zelo hladen pri 3,5 °C;
- guinness original/extra stout: 4,2 to 5,6 % v ZDA, 5 % v Kanadi in večini Evrope; 4,2 ali 4,3 % na Irskem in nekaterih evropskih državah, 4,1 % v Nemčiji, 4,8 % v Namibiji in Južni Afriki in 6 % v Avstraliji in na Japonskem;
- guinness foreign extra stout: 7,5 % se prodaja v Evropi, Afriki, Karibih, Aziji in v ZDA;
- guinness special export stout, naročal ga je John Martin iz Belgije leta 1912. Prvi pasterizirani guinness leta 1930, 8 %;
- guinness bitter, angleška različica grenkega piva: 4,4 %;
- guinness extra smooth, nežen stout se prodaja v Gani, Kamerunu in Nigeriji: 5,5 %;
- malta guinness, brezalkoholna sladka pijača, narejena v Nigeriji in izvožena v VB, Vzhodno Afriko in Malezijo;
- guinness zero ABV, brezalkoholno pivo v Indoneziji;
- guinness mid-strength, malo alkoholen stout, testiran v Limericku, Irska marca 2006 in Dublinu maja 2007: 2,8 %;
- guinness red, narejen enako kot guinness, razen manj praženega ječmena, zato je lažji, sadno rdeč ale; testiran v Britaniji februarja 2007: 4 %;
- 250 anniversary stout, v ZDA, Avstraliji in Singapurju od 24. aprila 2009; 5 %.

Oktobra 2005 je Guinness napovedal serijo brewhouse, ki je bila na voljo po približno šestih mesecih, v kateri so bila tri vrsta piva:
- brew 39 naprodaj v Dublinu od poznega 2005 do zgodnjega 2006. Ima enako vsebnost alkohola kot guinness draught, a ima blažji okus;
- toucan brew je iz maja 2006. Imenovan je po risanki toucan, ki se uporablja v številnih oglasih Guinnessa. To pivo ima svež okus z rahlim sladkim okusom;
- north star je iz oktobra 2006 in se je prodajal do leta 2007.

## Točenje in postrežba
Pred šestdesetimi leti, ko je Guinness sprejel sedanji sistem dobave z mešanico plina dušika/ogljikovega dioksida, je bilo vse pivo, ki je zapustilo pivovarno, nepasterizirano in nefiltrirano. Sodi, na novo dobavljeni v številnih majhnih lokalih, niso bili najboljši, vendar so kletni prostori in hiter promet zahtevali, da se začnejo čim prej uporabljati, še preden so dovolj dolgo odležali, da bi se lahko umirili. Posledica je bila kozarec, delno napolnjen s svežim, penečim pivom, ki bi lahko stal minuto, nato pa dopolnjen s pivom iz posodice, ko se je malo umiril. S prehodom na dodajanje plina v šestdesetih letih dvajsetega stoletja se je zdelo pomembno, da se obdrži obred dvostopenjskega nalivanja, da bi bolje sprejeli nov postopek.
»Popoln pint« naj bi po mnenju podjetja trajal 119,5 sekunde . Guinness je spodbudil to točenje z oglaševanjem kot: »dobre stvari prihajajo k tistim, ki čakajo«. Kljub temu je Guinness potrdil uporabo "exactapa", ki ga trži DigitalDispense USA LLC in je v lasti ameriškega izumitelja. "Exactap" je najhitrejši sistem za točenje piva na svetu in lahko v štirih sekundah popolno predstavi guinnessa . Več kot 600 "exactapov"se uporablja samo v Dublinu.
Pivovarna priporoča, naj se draught guinness toči pri 6 °C, exstra cold guinness pa pri 3,5 °C.
Po reviji Esquire je treba pint guinnessa postreči v steklenem kozarcu v obliki tulipana (pintov kozarec)  (v nasprotju z višjim evropskim tulipanovim kozarcem ali nonic kozarcem, z robom približno na tretji četrtini proti vrhu). Strežnik drži kozarec pod kotom 45 ° in ga polni do treh četrtin. Pri izhodu iz pipe pivo teče z visoko hitrostjo skozi ploščo z omejevalnikom s petimi luknjicami, ki povzročajo trenje in prisilijo ustvarjanje majhnih dušikovih mehurčkov, ki delajo kremasto peno. Potem, ko se začeto točenje zaustavi, strežnik napolni preostanek kozarca, dokler pena ne naredi rahle kupole nad vrhom kozarca.
Aprila 2010 je Guinness prvič v desetletju preoblikoval kozarec. Nov je višji in ožji od prejšnjega in ima zasnovo stožca. Novi kozarci naj bi postopoma zamenjali stare. 